# エレウシスの秘儀

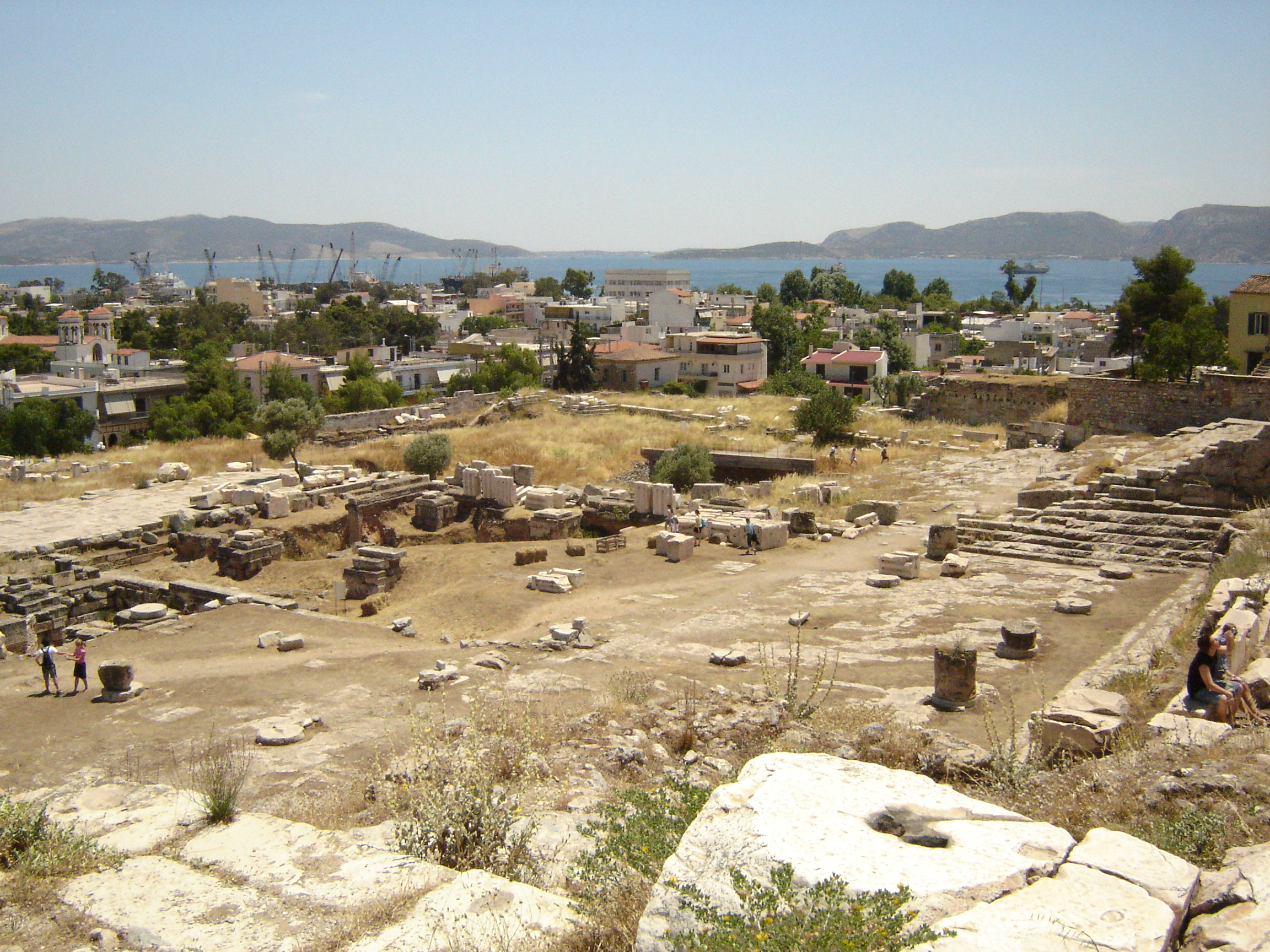
エレウシスの遺跡。背後に見えるのはサロニコス湾。

エレウシスの秘儀（エレウシスのひぎ、ギリシア語: Ἐλευσίνια Μυστήρια, 英語: Eleusinian Mysteries）は、古代ギリシアのエレウシスにおいて女神デーメーテールとペルセポネー崇拝のために伝承されていた祭儀。エレウシスの密儀、エレウシスの秘教とも。
この密儀は農業崇拝を基盤とした宗教的実践から成立したと考えられている。紀元前15世紀のミュケナイ期から古代ローマまで約2000年間にわたって伝わり、古代ギリシアの密儀宗教としては最大の尊崇を集めた。主要な祭儀は毎年秋に催され、アテナイの祝祭として取り込まれた後は、春のディオニューシア祭、夏のパンアテナイア祭と並んで「アテナイの三大祭」といわれた。
密儀の主題は、ギリシア神話において穀物と豊穣の女神デーメーテールの娘コレーが冥府の神ハーデースによって誘拐される物語に基づいている。冥府から地上に帰還するペルセポネーは死と再生の神として、世代から世代へと受け継がれる永遠の生命を象徴している。入信者たちはこの密儀によって死後に幸福を得られると信じていた。
儀式の中核部分は公開されず、秘密が厳格に守られたために現代に伝わっていない。しかし、『ホメーロス風讃歌』をはじめとする文献資料のほか、エレウシスの遺跡から出土した絵画や陶器の断片からその内容についてさまざまな推測や議論がなされている。

## 歴史

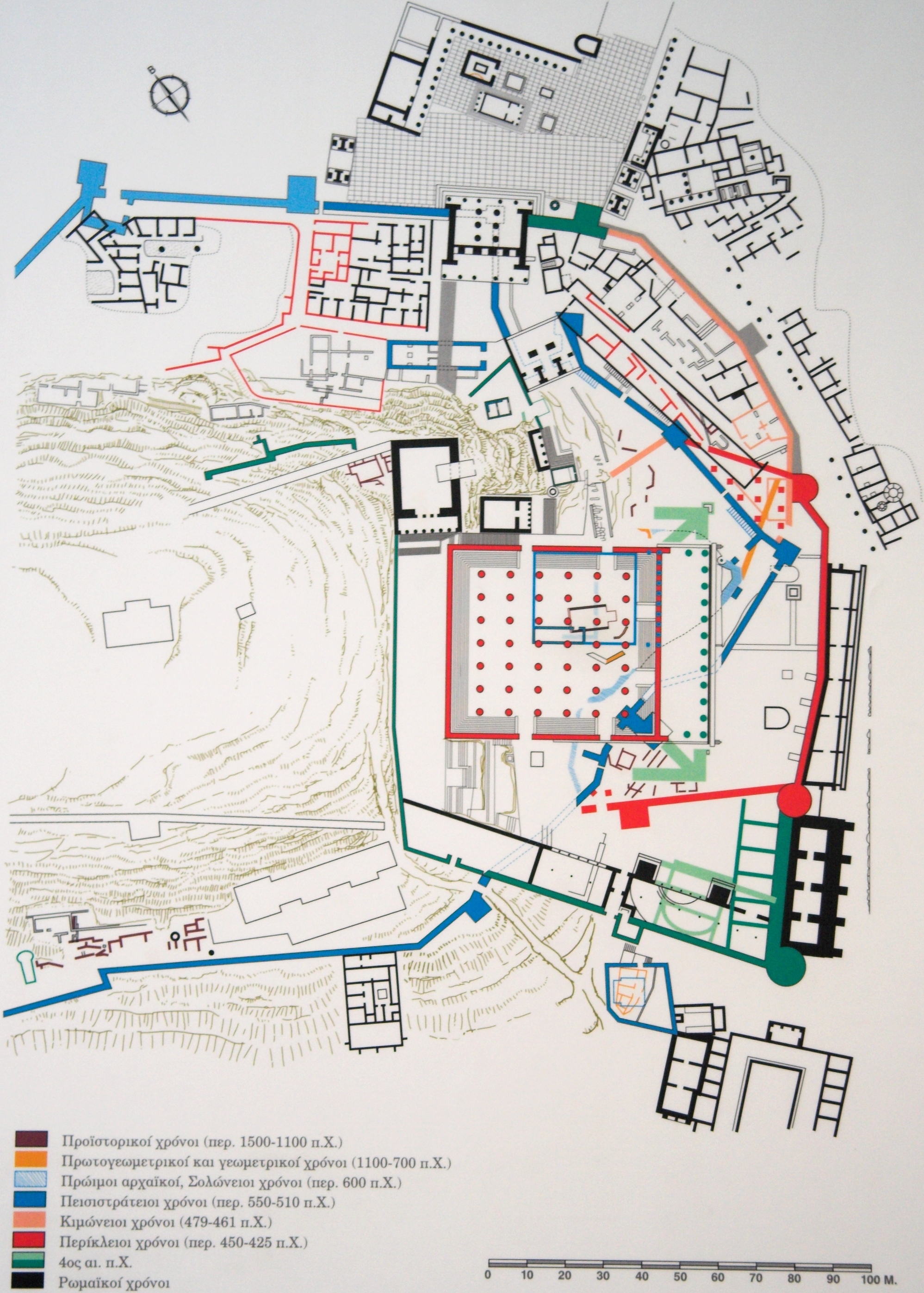
エレウシスの遺跡平面図。エレウシス考古学博物館。

### 起源
エレウシスに最初に住んだのはトラキア人だった。地名のエレウシス(Ἐλευσίς)は、ギリシア神話において死後の楽園を意味するエーリュシオン(Ἠλύσιον)と関連がある。また、秘儀・密儀（μυστήριον, 英語: mystery）の語形は、おそらくはインド・ヨーロッパ語根で口を閉じるmu-に由来するもので、「儀礼的沈黙」を表している。
エレウシスでデーメーテールの名で捧げられた現存する最古の奉納品は紀元前8世紀のものである。ただし、線文字B文書には「ダマテ」という記載があり、これがデーメーテールを意味するとすれば、ミュケナイ期（紀元前1450年 - 1150年頃）からこの名で礼拝された可能性がある。また、アッティカで発見されたエレウシニオン神殿跡は、それらが古い農耕信仰に基づいていることを示唆している。デーメーテールはもともとギリシアのすべての地方とギリシア植民地で崇拝された女神であり、新石器時代の大地母神の後継者だった。このような農耕信仰に基づいた祭式は、クレタ島のアリアドネー信仰のほか、近東・古代オリエントの宗教社会にも見られることが比較研究によって判明している。そうした例として、古代エジプトのイシスとオシリスの密儀、フェニキア（現シリア）のアドーニス信仰、ペルシアの密儀、フリギアのカベイロスの密儀が挙げられる。

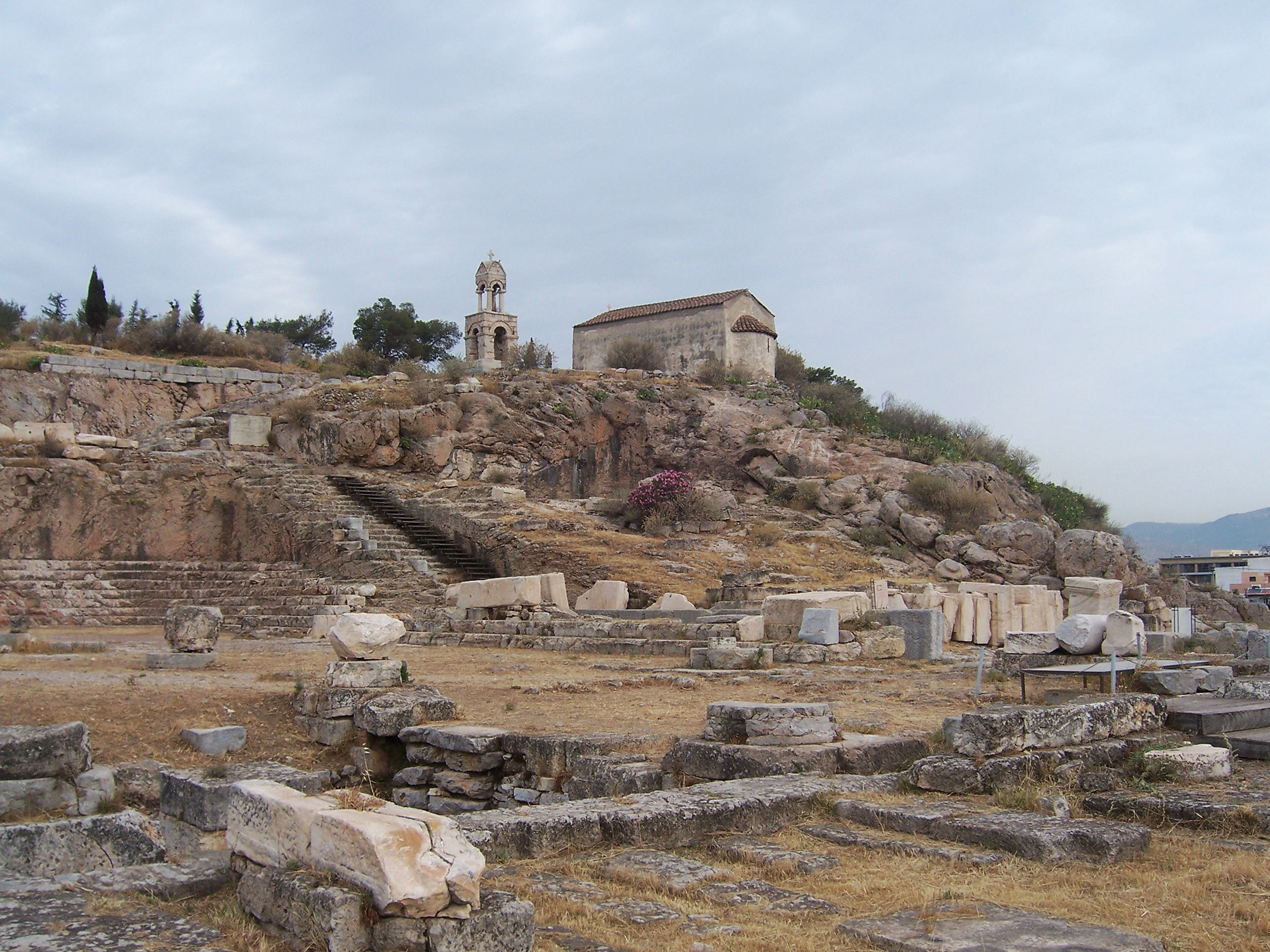
エレウシス遺跡の中心部、テレステリオン跡。

エレウシスの祭儀堂テレステリオンの発掘調査により、アテナイ時代の神殿遺構の下からミュケナイ期のメガロンの遺構が出土している。メガロンの長さは9.5メートル、幅5.7メートルで、紀元前1450年から1100年頃まで使用されたと考えられている。このメガロンが王の住居であったのか神殿であったのかについては議論があるが、この遺構に獣を犠牲として焼いた痕跡があることから、最近の研究ではミュケナイ期から聖所としての役割があった可能性が指摘されている。これらにより、密儀が始められたのは紀元前15世紀と見られる。
また、初期ミュケナイ期以前のギリシア本土では、宗教実践を示す証拠がほとんど見られないことから、おそらくミュケナイ人はミノア文明の信仰を受け容れることでその空白を埋めていたとも推測されている。クレタ島を起源とする出産と助産を司る女神エイレイテュイア(Εἰλείθυια)は、ラコニアとメッセニアではエリュシア(Ἐλυσία)と呼ばれており、「エレウシニオスの月」（ラコニア暦の2月）やエレウシスとの関係が考えられる。さらに、『ホメーロス風讃歌』の「デーメーテール讃歌」123行目にはデーメーテール自身がクレタ島から海を渡ってやってきたという身の上話をする場面がある。ハンガリーの神話学者カール・ケレーニイ（1897年 - 1973年）によれば、デーメーテールはケシの神であり、クレタ島からエレウシスにケシが持ち込まれたという。一方、ルーマニアの宗教学者で『世界宗教史』の著者ミルチャ・エリアーデ（1907年 - 1986年）は、最近の発掘はエレウシスの建造物にクレタからの影響があったという仮説の誤りを示しているとする。

### 古典期

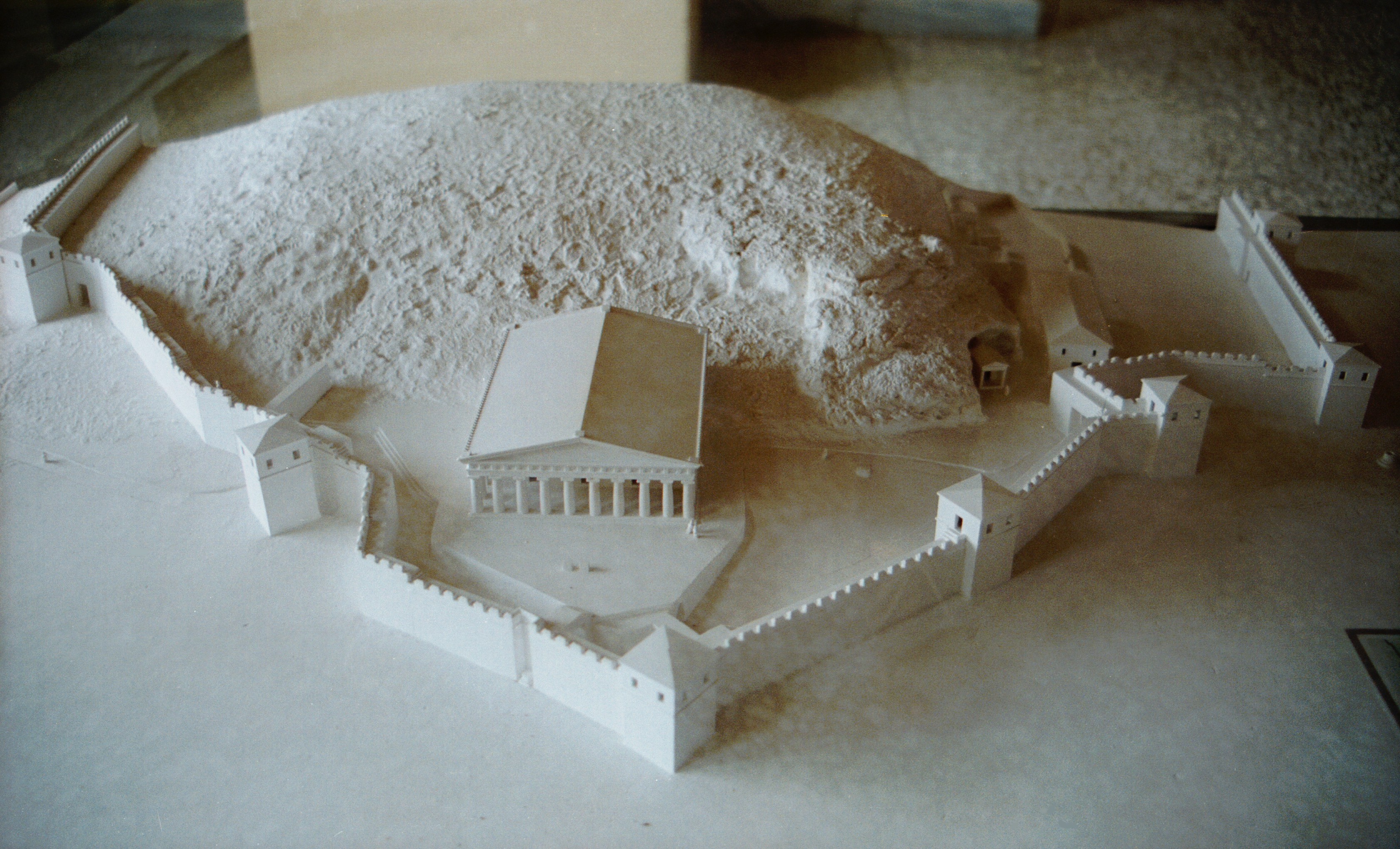
古典期のエレウシスの復元模型。中央がテレステリオン。右側の小さな祠はプルート神殿。エレウシス考古学博物館。

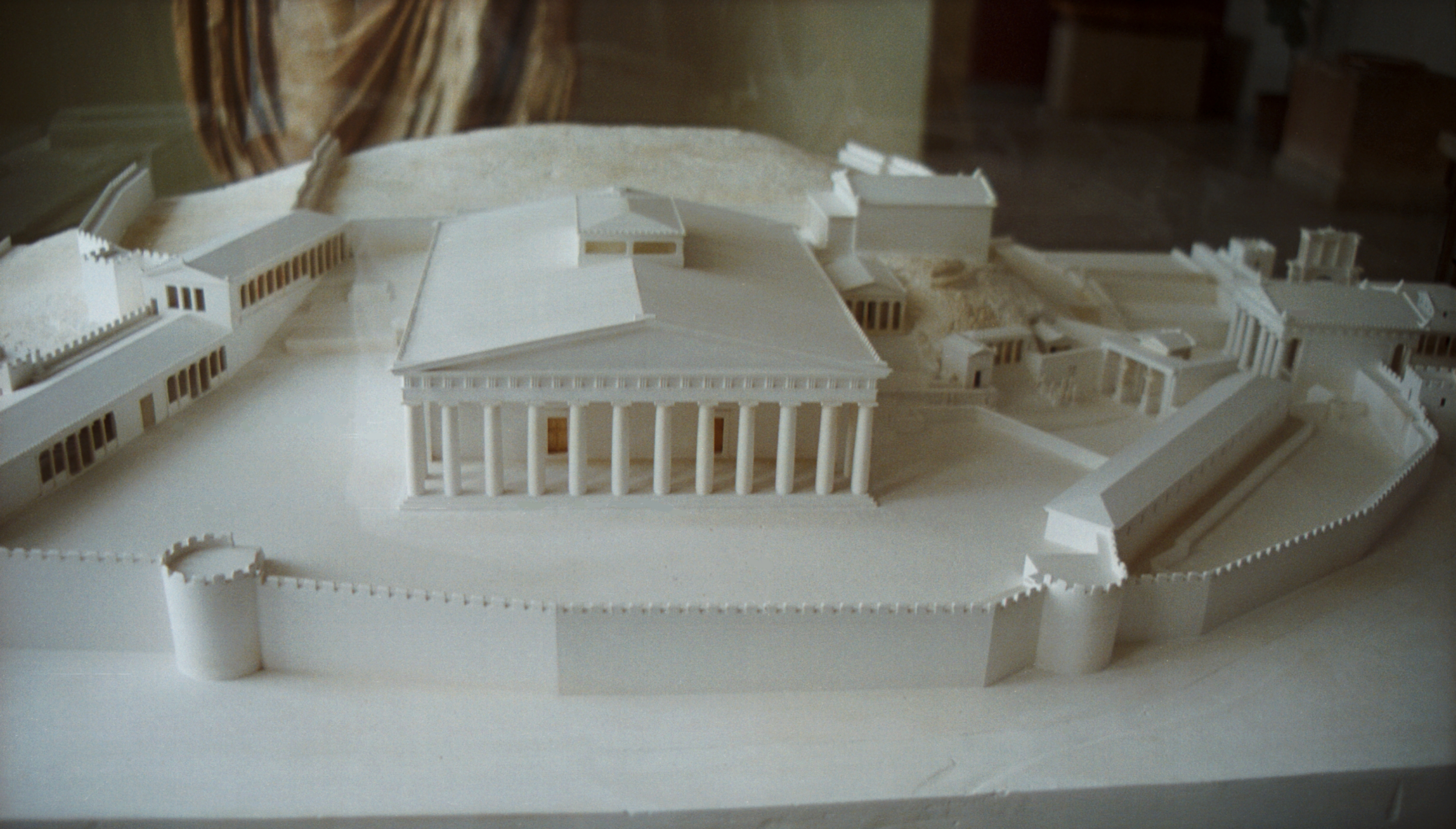
古代ローマ時代のエレウシスの復元模型。テレステリオンは拡大され、プロピュライア（右端）、柱廊などが増設されている。エレウシス考古学博物館。

エレウシスの隣国にはアテナイがあり、エレウシスは早い段階でアテナイの支配下に入ったらしい。その時期ははっきりしないが、遅くとも紀元前6世紀半ばにはエレウシスはアテナイに併合されていたと考えられている。考古学的研究からは、紀元前8世紀からアッティカで生産されるようになった土器群がエレウシスで集中的に出土しており、この時期にエレウシスがアッティカに帰属し、政治的にもアテナイに併合されたことを示唆するという指摘もある。
ギリシア神話には、エレウシスとアテナイの対立を物語るエピソードが見い出せる。たとえばアテナイの神話的な王エレクテウスの時代、両国の間に戦争が起きたとされる。このとき、ポセイドーンとキオネーの子で密儀の創設者といわれるエウモルポスは、トラキアの兵を率いてアテナイ軍と戦い、討ち死にした。また、アテナイの英雄テーセウスにレスリングを挑んで殺されたケルキュオーンは、エレウシスの英雄だった。このエレクテウス王時代の戦争について2世紀ギリシアの旅行家パウサニアスは、エレウシスは密儀を独自に執行する代わりに、アテナイに服属することで戦争を終結させたと記している。
以降、エレウシスの秘儀はアテナイの祝祭に組み込まれ、アテナイの発展とともに普及していった。僭主ペイシストラトス（紀元前6世紀頃 - 前527年）の時代以降に見られる、新たな建築物や建物の再建は、祭儀の飛躍的発展を物語っている。エレウシスの秘儀は全ギリシア的規模となり、ギリシア周辺からも入信のための参加者が集まった。紀元前300年頃には、アテナイが国家として秘儀の主催を引き継いだ。祭儀はエウモルポスとその息子ケーリュクスから起こったとされる二つの家系（「エウモルピダイ」及び「ケーリュクス」）によって取り仕切られ、入信者の数は大幅に増加した。男女を問わず、奴隷も入信が許された。アテナイでは年間を通じて公的行事として祝祭が執行されたが、数多い祝祭の中でも春のディオニューシア祭、夏のパンアテナイア祭と並んで、秋のエレウシスの秘儀祭（大密儀）は最も盛大であり、しばしば「アテナイの三大祭」といわれる。
エレウシスの碑文には、デーメーテールに命じられ、竜の戦車に乗って世界中に農耕を伝えたとされる神話的英雄トリプトレモスのほか、ペルセポネーが冥界から戻る道を導くエウブーレウスについて言及がある。紀元前500年頃の壺絵には有翼の戦車に乗るトリプトレモスが盛んに描かれており、トリプトレモスが農耕を伝搬する使者の役割を担うことになったのは、この頃からと見られる。

### 古代ローマ期・終焉

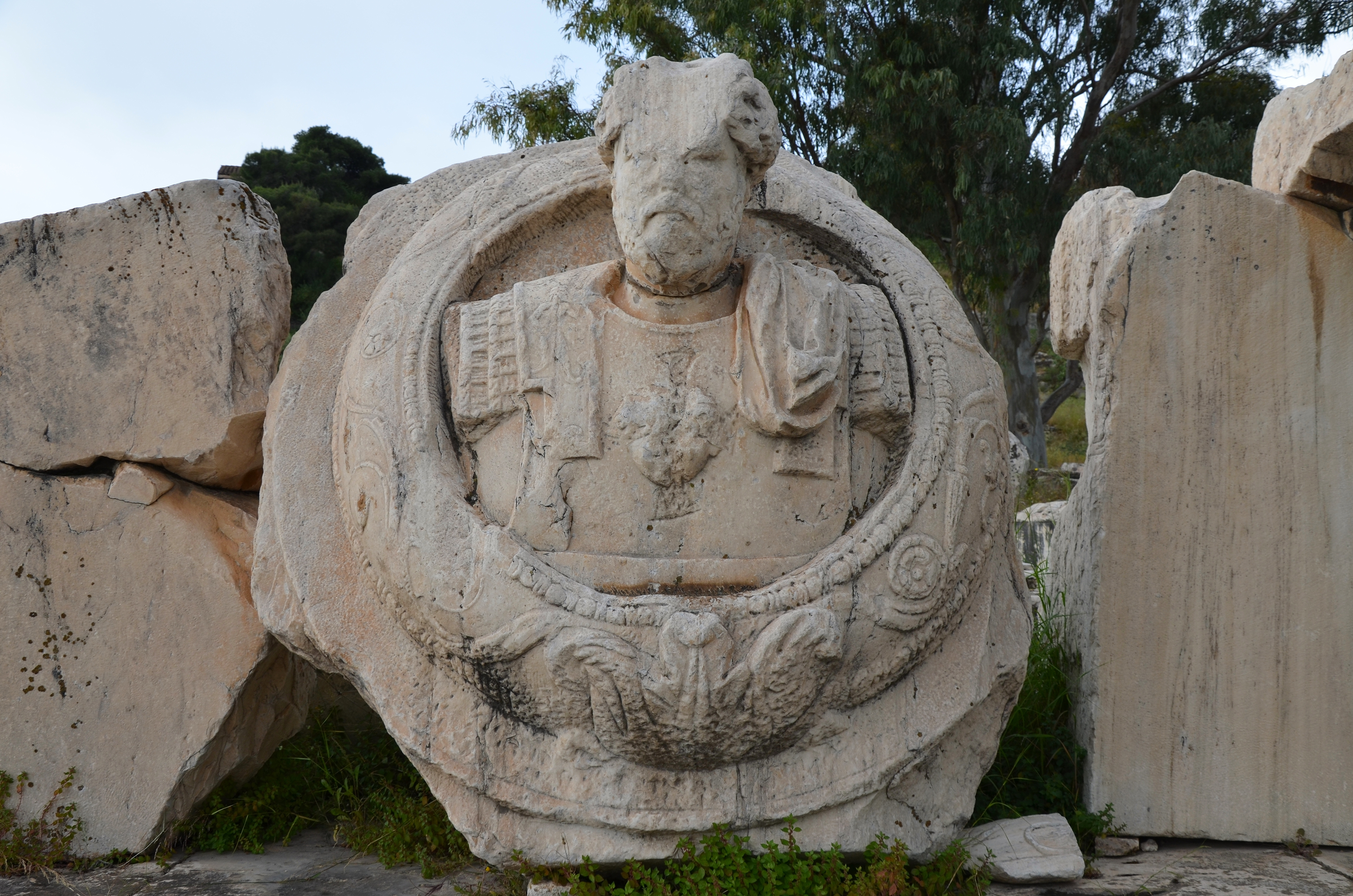
エレウシスのプロピュライア跡に残るローマ皇帝マルクス・アウレリウスの胸像。大規模なプロピュライアを建設した。

古代ローマの初代皇帝アウグストゥスは紀元前20年、ギリシアを支配下に置いた。アウグストゥスは、インドの王ポロスからの親善使節がエレウシスの秘儀を見たいと熱望したのに応えて、季節外れだったにもかかわらず臨時に秘儀を催させ、自身もこれに参加したという。また、2世紀前半の皇帝ハドリアヌスは、ギリシア文化への傾倒からエレウシスの秘儀に入信している。
170年にエレウシスはサルマタイによって略奪を受けたが、皇帝マルクス・アウレリウスがこれを修復した。アウレリウスは、テレステリオン内で聖職者しか入れないアナクトロンへの常時入場を認められた唯一の皇帝となった。しかし、4世紀から5世紀にかけて、ローマ帝国でキリスト教の支持が高まると、エレウシスの権威は薄れた。「異教徒皇帝」と呼ばれるユリアヌス（治世：361年 - 363年）がエレウシスの秘儀を復興させるが、彼はローマ皇帝として最後の入信者となった。
約30年後の392年、皇帝テオドシウス1世は法令を発してエレウシスの聖域を閉鎖した。396年には西ゴート族の王アラリック1世の襲撃によって、密儀の最後の残滓も一掃され、古代の聖域は荒廃した。

## 神話

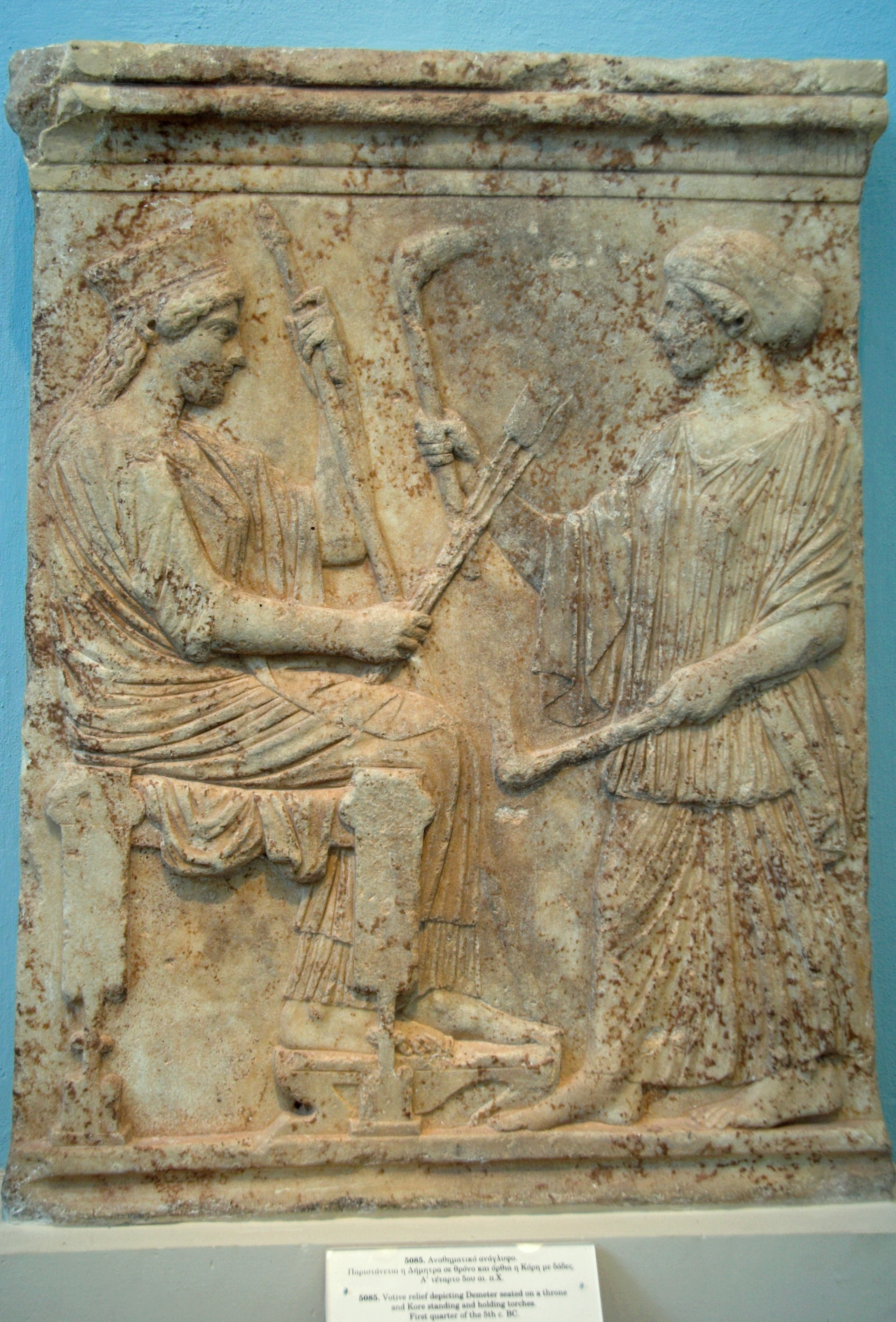
デーメーテールとコレー　紀元前500-475年、大理石のレリーフ。エレウシス考古学博物館。

デーメーテールの神話で最も有名なエピソードは、冥府の王ハーデースによって略奪された娘ペルセポネーを探して諸国を放浪するというものである。このエピソードはエレウシスの密儀や農業の起源譚、あるいはデーメーテールの娘でアルカディア地方の密儀の主神であったデスポイナ女神の誕生譚となっている。紀元前4世紀から前5世紀にかけてのアテナイの修辞学者・弁論家イソクラテスは演説『パネギュリコス』（紀元前380年）の中で、密儀の由来と広がりについて、デーメーテールが放浪中にエレウシスに立ち寄り、穀物の栽培を教えたと語っている。
農耕発祥の由来において、二柱の女神に次いで重要な位置を占めているのはトリプトレモスである。彼はエレウシス王ケレオスとその妃メタネイラの子で、デーメーテールは彼の両親から受けた好意に報いて、トリプトレモスに翼ある竜の戦車を与え、麦の栽培を世界の人々に教えるべく旅立たせた。トリプトレモスはまた、アッティカのデーメーテールの祭であるテスモポリア祭の創始者とされる。ところがトリプトレモスはエレウシスの伝承において必ずしも重視されているわけではない。
エレウシスの密儀に関する最も重要な文献は『ホメーロス風讃歌』の第2歌「デーメーテール讃歌」（紀元前8世紀頃成立）である。これはペルセポネー略奪の物語を伝える最古の詩である。この讃歌においてデーメーテール自身による密儀の伝授と創始が語られていることから、神話と密儀は互いに説明し合う表裏一体の関係にあると考えられている。以下に、「デーメーテール讃歌」の要約を述べる。

### 「デーメーテール讃歌」

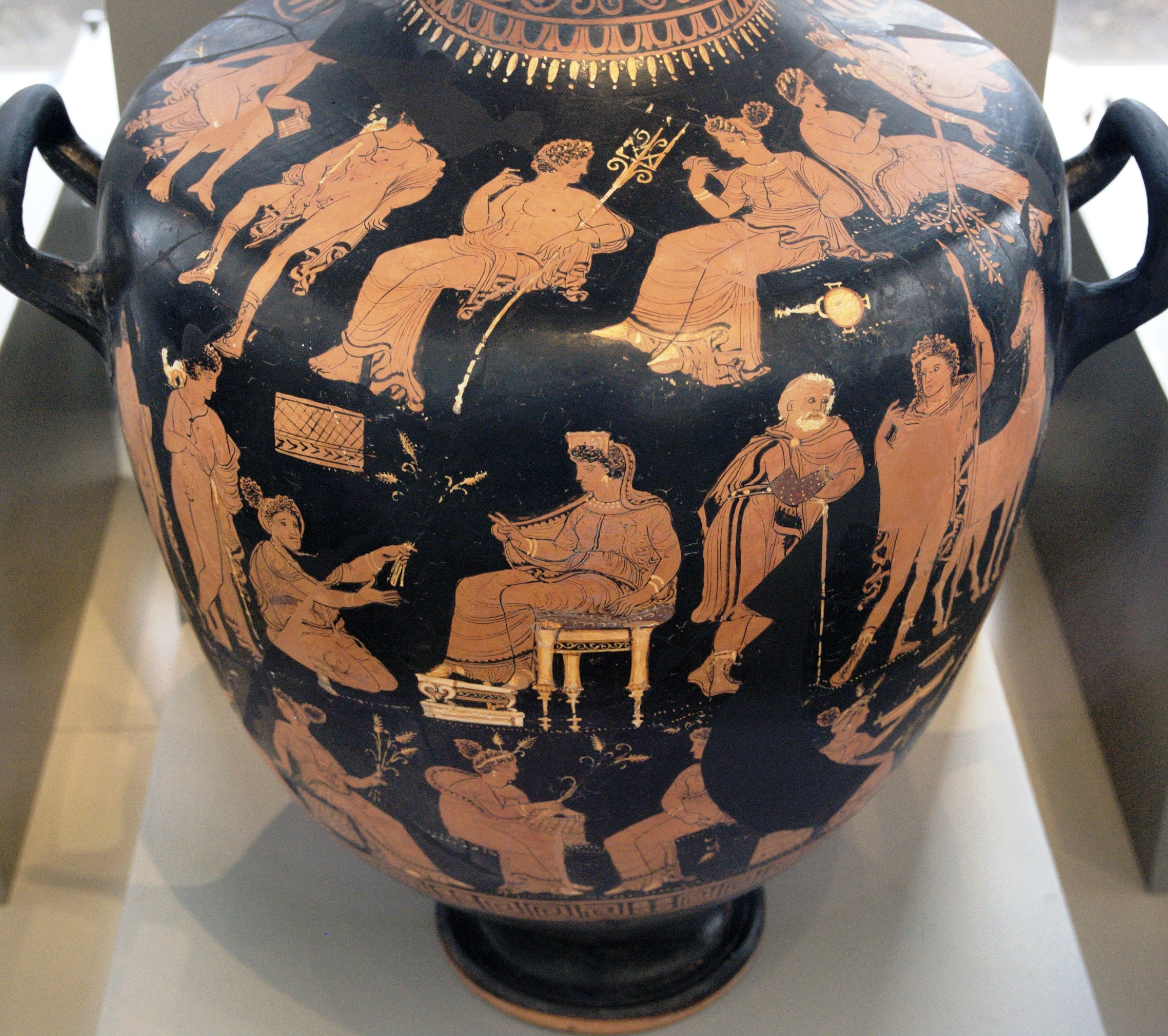
アプリアの赤絵式ヒュドリア。紀元前340年頃。上段に神々の集い、中段にエレウシスの密儀が描かれている。

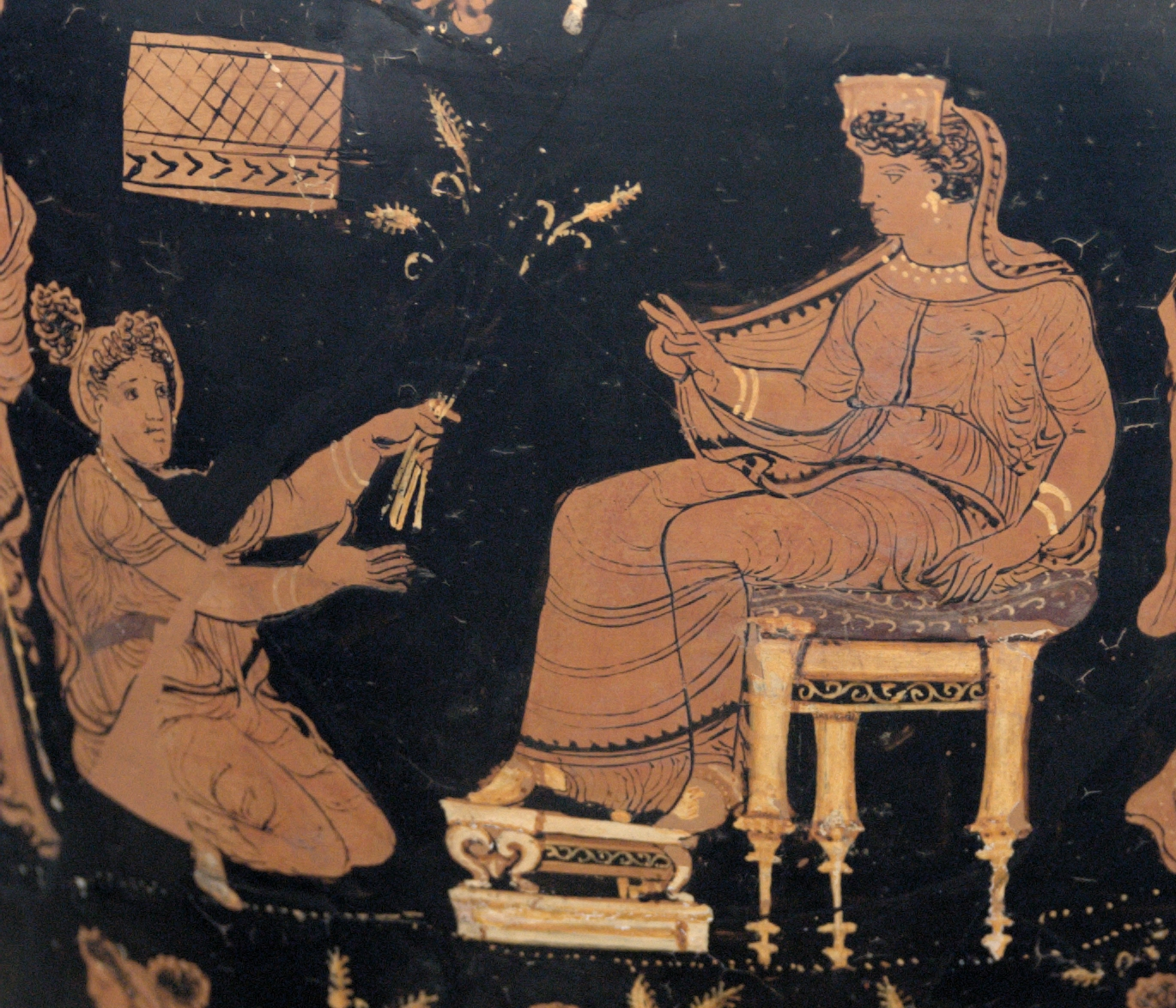
アプリアの赤絵式ヒュドリア拡大画像。ケレオス王の妃メタネイラがひざまずき、密儀の象徴である三束の小麦を捧げ、デーメーテールは祝福の手を伸ばしている。アテネ国立考古学博物館

草原で花を摘んでいたペルセポネーは、ゼウスの企みに従ったハーデースによって連れ去られる。娘の叫び声がデーメーテールに届き、母神は松明を掲げて大地をさまよい歩いた。10日目に、ヘカテーがデーメーテールの前に現れ、何者かがペルセポネーを奪い去ったと告げた。デーメーテールはヘカテーを伴ってヘーリオスのもとを訪れ、ペルセポネーをさらったのはゼウスの許しを得たハーデースだということを知る（第1行 - 第90行）。
怒ったデーメーテールはオリュンポスから離れ、老婆に身をやつして地上の街や畑を巡り歩いた。女神は放浪の末にエレウシスにたどり着き、ケレオスの館に迎えられる。館ではケレオスとその妃メタネイラの子供デーモポーンが誕生しており、デーメーテールはデーモポーンの養育を引き受ける。女神は子供を不老不死にしようとして、昼にはアムブロシアーを肌にすり込んで甘い息を吹きかけ、夜には両親に気づかれないように火の中に埋めて育てた。ところが、子供の神にも似た成長ぶりを不審に思ったメタネイラがこれを覗き見して叫び声を上げたため、デーメーテールは腹を立てて女神の姿を現し、アクロポリスの麓に神殿と祭壇を作るように命じた。ケレオスが言われたとおりにすると、デーメーテールは神殿にこもった（第91行 - 第304行）。
穀物の女神が姿を隠したために、大地は実りを失った。ゼウスは女神の怒りを宥めようと、イーリスをはじめとして神々を遣わしたが、デーメーテールは一切聞き入れなかった。やむなくゼウスはヘルメースを冥府に遣わし、ハーデースを説得してペルセポネーを地上に連れ戻すように命じた。こうして、ついに母娘は再会を果たした。しかし、ハーデースはペルセポネーを還す前にザクロの種を食べさせていたため、冥府の食べ物を口にしたことにより、ペルセポネーは1年のうち三分の一は冥界で過ごし、残りの三分の二は地上で暮らすこととなった（第305行 - 第469行）。
大地は実りを取り戻した。デーメーテールはトリプトレモス、ディオクレース、エウモルポス、ケレオスに祭儀の執行を教え、またトリプトレモス、ポリュクセイノス、ディオクレースには秘儀を明かすと、ペルセポネーとともにオリュンポスに赴き、再び神々の列に加わった（第470行 - 第495行）。

### 解釈

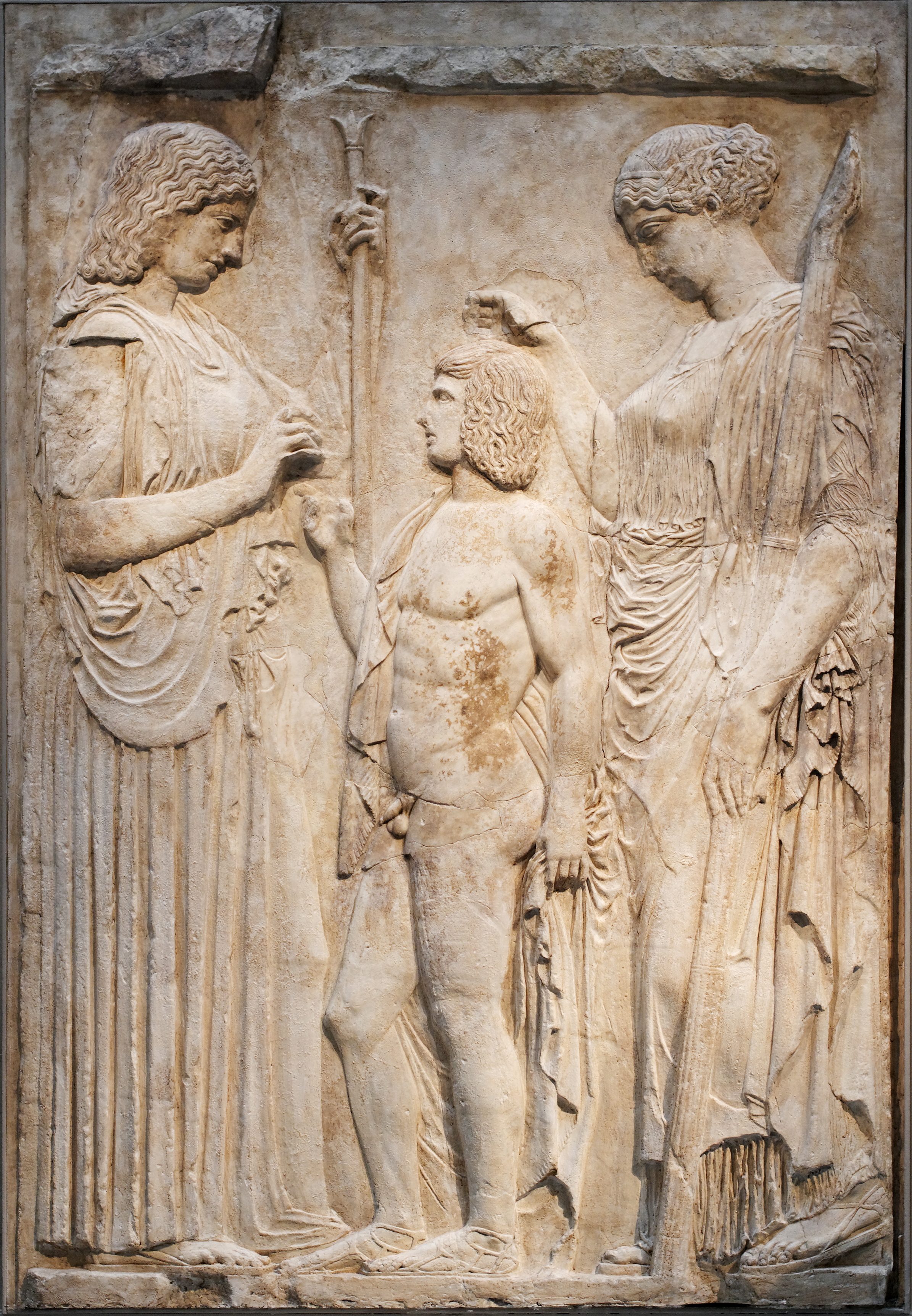
トリプトレモスに小麦の束を贈るデーメーテール（左）と祝福するペルセポネー（右）。紀元前5世紀のレリーフ、アテネ国立考古学博物館。

この物語が示す深い人間的な感情は、文学や宗教の歴史においても巨大な影を投げており、「原体験」あるいは「元型」とも呼ばれる。イギリスの社会人類学者ジェームズ・フレイザーは、著書『金枝篇』において、ペルセポネーの神話が冬を地中で越す麦の神話であることを論証している。コレーの運命は、穀物のサイクルを体現している。コレーが冥界にとどまる一季は穀物の種が播かれて目を出すまで、残りの二季は地上に芽を出して生長する。すなわち、ペルセポネーは冬の4ヶ月を地中で過ごし、春の芽吹きとともに地上に戻ってくることになる。讃歌でもペルセポネーの帰還は春だと明言されており、古代以来、これが通説とされてきた。ところが、ギリシャのとりわけアッティカ地方では農耕事情が異なっており、10月に播種すると数週間後に発芽し、3月に結実するため冬季の畑は成長期となる。したがって、ペルセポネーが冥界にいるのは穀物が地下の貯蔵庫に蓄えられている6月から9月だとする解釈が近年唱えられている。
ケレーニイは、「デーメーテール讃歌」の穀物は消滅と復活を思わせる回帰を象徴すると解釈している。また讃歌の中で子供を不老不死とするために火の中に埋めるという奇妙な行為も穀物の運命を暗示している。穀物はパンとなるためにいったん火によって死ぬが、死を克服して生命の糧となるというものである。ドイツの神話学者ヴァルター・ブルケルト（1931年 - 2015年）は、デーメーテールがオリュンポスから退去し、再び戻るという点において、デーメーテールもペルセポネーも「どちらも退き、また戻ってくる女神」だとして、役割の二重性を指摘している。
また、讃歌の中間部では、例えば、羊の皮を掛けた椅子に座り（196-197行。以下同じ）、飲食をせず(200)、イアムベーの冗談に笑い(202-204)、大麦粉と水とミントを混ぜた飲み物（キュケオン）を飲む(208-209)、など、儀式の所作が集中的に説明されている。このように、「デーメーテール讃歌」には儀式にかかる「縁起」が具体的に織り交ぜられているが、トリプトレモスへの言及はわずかであり、農耕発祥のエピソードやアテナイからエレウシスまで聖具を捧げ持って行進する「聖なる道」など、アテナイに関する事柄には触れていない。これらの事柄はおそらく、エレウシスがアテナイに併合された後、国家の隆盛に伴って自国の偉大さを強調するために生み出されたものだと考えられる。こうした「アテナイ色」の欠如は、この讃歌がエレウシス併合よりも早期に成立したという推定を裏付けるものとなっている。

## 密儀

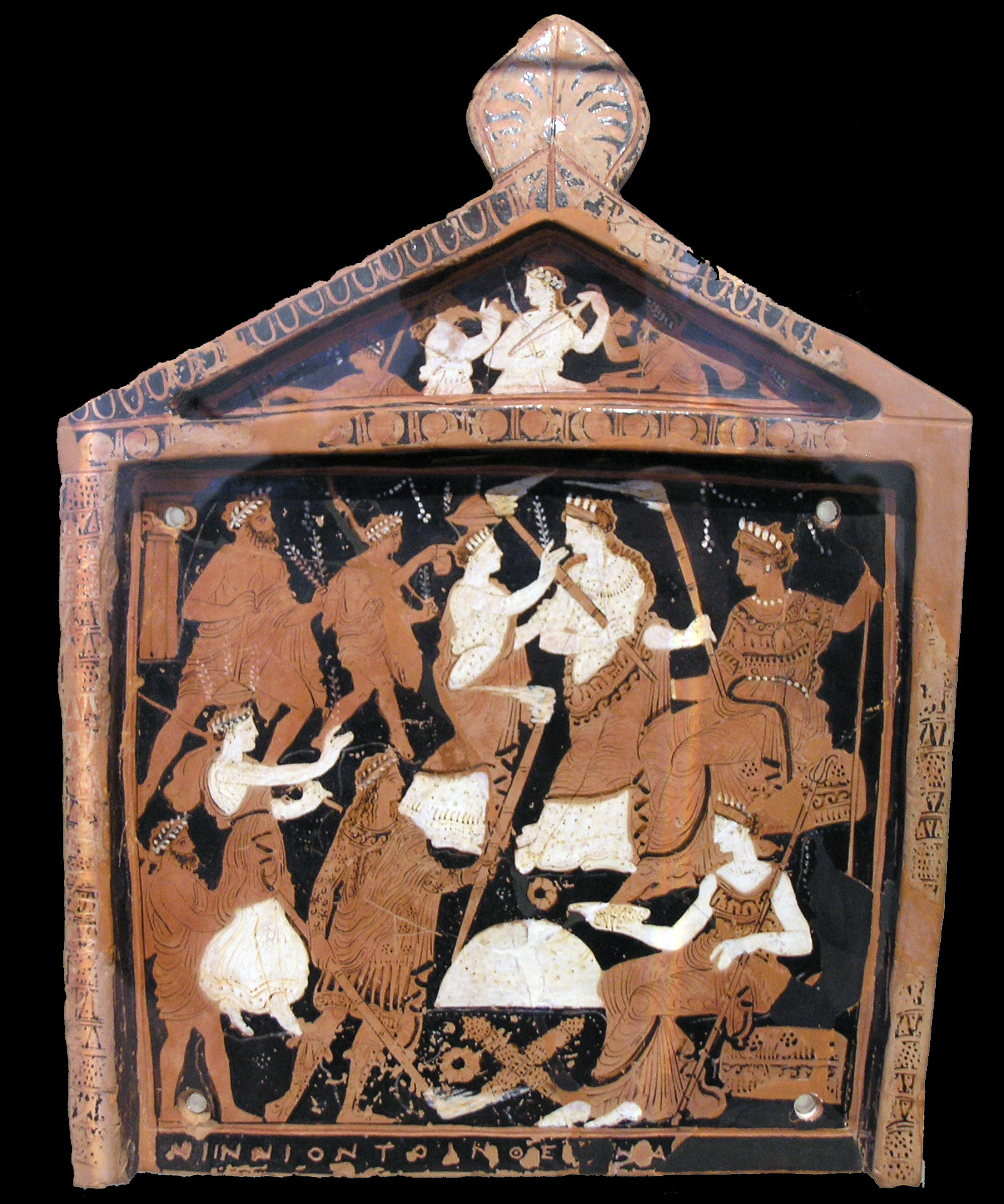
エレウシスの聖域で発見された「ニンニオンのタブレット」。紀元前4世紀に奉納された粘土板で、エレウシスの密儀の様子が描かれている。アテネ国立考古学博物館

修辞学者イソクラテスは、「密儀にあずかる人々は生命の終わりと永遠について喜ばしい希望を持つようになる」と述べている。古代詩人ピンダロスは「（密儀を見たものは）生命の終わりを知り、またその始まりを知る」と謳い、悲劇詩人ソポクレスもまた「これらの密儀を見た者だけが冥府で真の生命を得る」と記している。
エレウシスの秘儀の骨子は、穀物神の復活・蘇生の若々しい生命力を人間の身につけ、循環する生命の永遠性に参与し、死後の魂の幸福を享受しようとする宗教的儀礼だった。大地の豊穣と、生命の誕生と再生という神秘的領域との交感をもたらしてくれる象徴性によって、エレウシスの秘儀は全ギリシアの人々を誘ったと考えられている。

### 秘密
入信者は密儀の内容を公開しないよう守秘義務が課され、厳格に守られた。「デーメーテール讃歌」に次の詩句がある。
アテナゴラスやキケロなど古代の著述家は、密儀の内容を漏洩した罪によりメロスのディアゴラスがアテナイで死刑を宣告されたと述べている。エレウシス出身の悲劇詩人アイスキュロス（紀元前525年 - 紀元前456年）は、劇場で密儀の秘密を明かしたとして審問を受けたが、彼自身が入信者ではないことを示して許されたと伝えられる。エレウシスの遺跡からは密儀の様々な局面を描いた絵画や陶器の破片が多く出土しているが、これらは主に儀式の最初の段階についてのものであり、秘密ではなかったと推測されている。
2世紀のギリシア教父アレクサンドリアのクレメンスは大密儀について、「私は断食し、キュケオンを飲んだ。私は箱から取った。この技を終えて再びそれを籠の中に置き、そして籠から箱へと入れる」と記している。また、3世紀初頭、ローマの対立教皇ヒッポリュトスはその著書『全異端反駁論』において、次のように暴露している。
ただし、これらの証言についてエリアーデは、当時の「護教家」たちが異教を排撃する目的を持っていただけでなく、シンクレティズムの最盛期に書かれたものであり、より新しいヘレニズム的密儀をエレウシスの儀礼と混同していた可能性があり、注意が必要としている。

### 密儀の段階

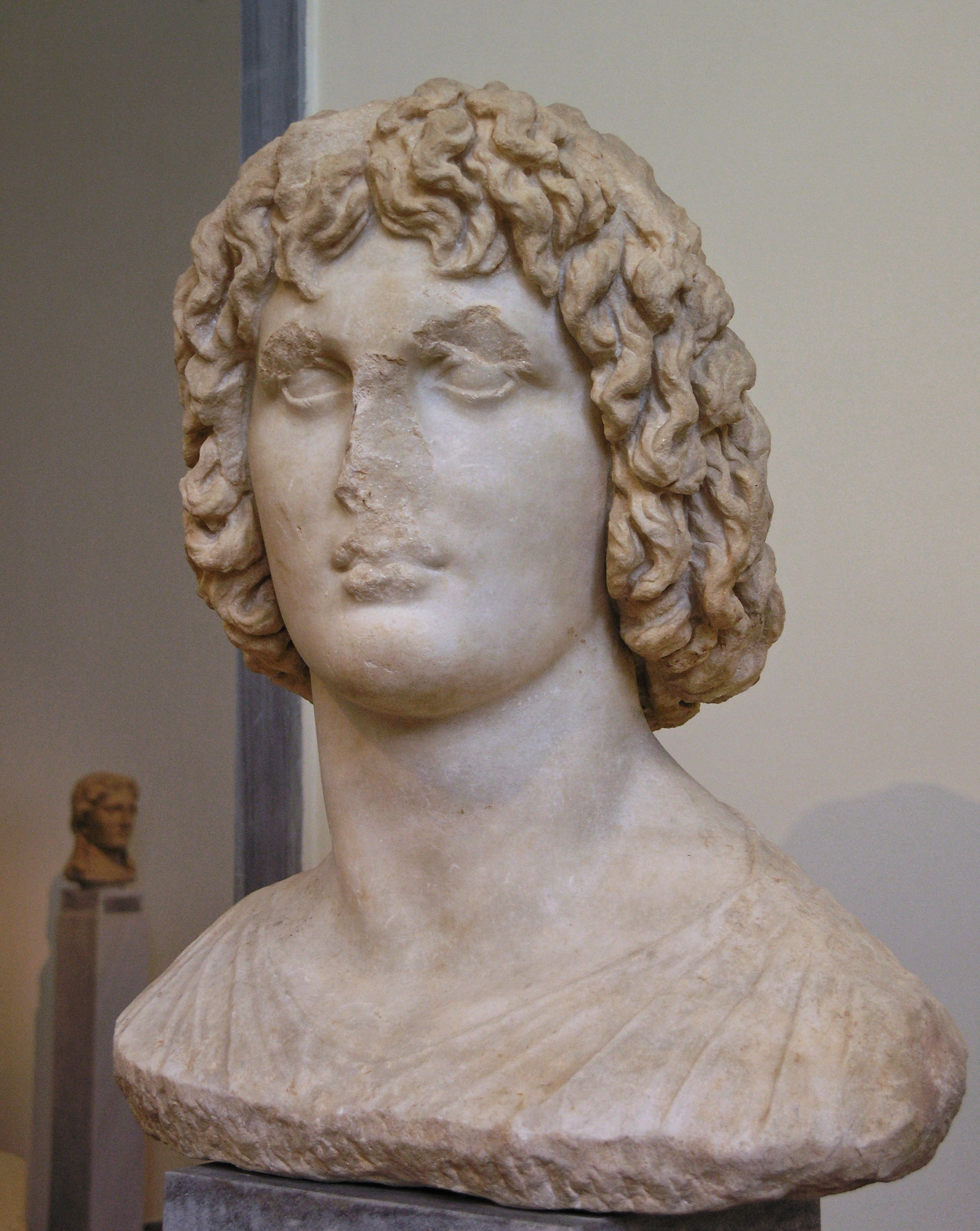
エレウシスで発見されたエウブーレウスの胸像。紀元前330-320年。エウブーレウスはハーデースの異名でもある。伝承では彼はトリプトレモスの弟で豚飼いだった。ハーデースがペルセポネーを誘拐したとき、ハーデースの乗る馬車を迎えるためにできた大地の裂け目に、放牧していた豚が落ちたという。このエピソードは、テスモポリア祭において豚を地下の溝に投げ込む行為に照応している。

上記アレクサンドリアのクレメンスは、「まず浄めの儀式があり、教えの基礎とそれ以降の準備のための事項を含んだ小密儀が続く。大密儀では、およそすべてのことどもに関することであり、もはや学ぶものではなく、自然と事物に関して観じ思惟を行うのみ」とも記している。これについて、ブルケルトは「浄め（カタルシア）」、「教え（ディダスカリア）」、「神見（エポプテイア）」の三段階を設定していると解している。エリアーデは、小密儀、大密儀（テレタイ）、最終的な体験としてエポプテイアを挙げている。このうちテレタイとエポプテイアについては決して明らかにされなかった。ドイツの神学者オード・カーゼル（1886年 - 1948年）は、エレウシスの秘儀がデーメーテール・ペルセポネーの死と再生に与ることによって、死と再生を繰り返す自然界のサイクルに順応するための記念の儀礼であることを考えれば、エポプテイアの次元とは、そういった自然の秘儀を「見る」ことにおいて成立すると述べる。

### 小密儀
小密儀は毎年2月、アッティカ暦のアンテステーリオーンに執り行われた。ケレーニイによると、小密儀は参加者が入信の資格を得るためのもので、デーメーテールとペルセポネーに子豚を犠牲として捧げ、イリソス川で浄めの儀式を行った。小密儀を終えると参加者たちは大密儀に立ち会うにふさわしい「密儀者たち（ミュスタイ）」と見なされた。小密儀に参加した入信者たちは、同じ年の大密儀には参加できず、翌年の大密儀に参加するしきたりとなっていた。
伝説によれば、小密儀はヘーラクレースに課された「12の難行」の最後の冒険と関わっている。ヘーラクレースは冥府の番犬ケルベロスを生け捕ってくることを命じられたが、人間が生きたまま冥府に下るには、エレウシスの秘儀に入信することが必要だった。当時の密儀は他国人にはまだ開かれておらず、ヘーラクレースは最高祭司のエウモルポスを訪ねてピュリオスの養子となり、イリソス川で沐浴してケンタウロス殺戮による「血の穢れ」を浄められたのち、入信を許されたという。

### 大密儀

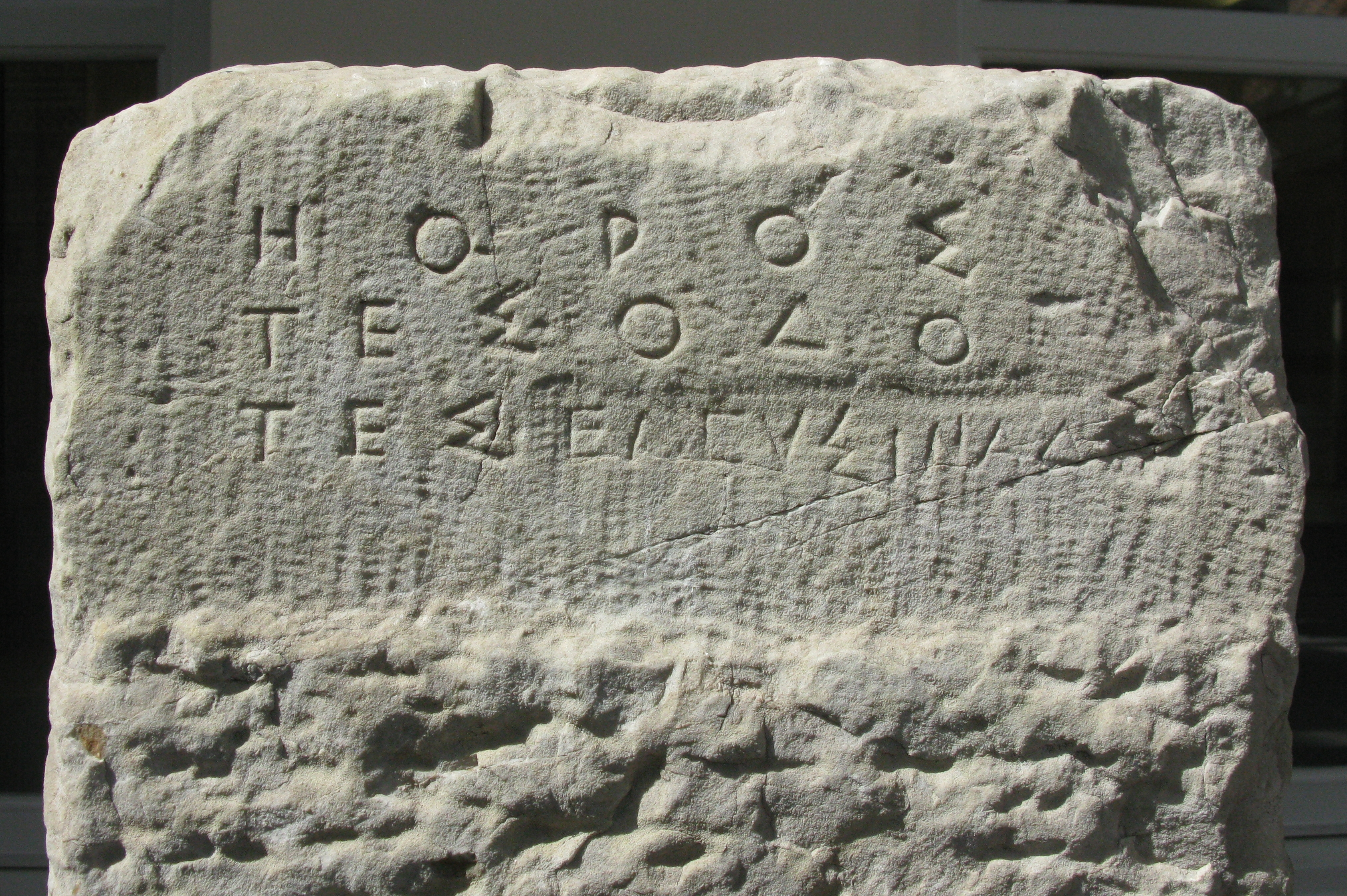
エリダノス川の底から発見されたエレウシスへの道標（紀元前5世紀末、ケラメイコス）。

大密儀は毎年9月のボエードロミオーンに行われた。4年ごとの大密儀は「ペンテテリス」として特に盛大に祝われた。入信の資格は、年齢、性別、自由人か奴隷かに関係なく認められた。ただし、流血の罪を犯していないことが条件だった。儀式加入のための費用は、紀元前4世紀後半には一人あたり15ドラクマが必要だった。これは当時のおよそ10日分の賃金に当たる。大密儀については、以下概ねブルケルト及びミュロナスに従って記述する。
- ボエードロミオーンの14日、エレウシスの聖具（ヒエラ）がアテナイのアクロポリスのエレウシニオン神殿まで運ばれた。
- 15日（大密儀の第1日「アギュルモス」）、祭司長（ヒエロパンテス）が祭礼の幕開けを宣言する。
- 16日（第2日「ハラデ・ミュスタイ（海へ、密儀者よ）」）、入信者たちはパレロンの入江で子豚と沐浴する。
- 17日（第3日「ヒエレイア・デウロ（犠牲をこちらへ）」）、デーメーテールとペルセポネーの二柱に犠牲を捧げて祈願した。
- 18日（第4日）は休息に当てられた。この日、入信者たちは翌日以降の儀式の教示を受けたほか、医神アスクレーピオスの祭祀である「エピダウリア祭」が催された。この祭祀は紀元前420年ごろエピダウロスからアテナイに導入されたもので、この経緯はやがて、アスクレーピオスがエレウシスの秘儀に4日遅れて到着したところ、人々は彼のために特別に準備的儀式を行ったという神話として形成されることとなった[74]。
- 19日（第5日「ポンペー（大巡礼）」）、アテナイの墓地ケラメイコスからエレウシスまでの「聖なる道（ヒエラ・ホドス）」と呼ばれる約30キロメートルの道のりを行進する。女司祭が聖具を収めたキステと呼ばれる籠を掲げ、入信者たちはバッコイと呼ばれる杖を振りながらこれに付き添った。途中、ケピソス川の橋を渡る際に、入信者たちは卑猥な罵りを受けた。これは、イアムベーまたはバウボー（英語版）を記念したもので、この二人はそれぞれ別の伝承において、娘の喪失を嘆くデーメーテールを笑顔にさせていた。行列は道々「イアッコー、イアッケ！」と叫んだ。これはペルセポネーまたはデーメーテールの息子イアッコス（英語版）のことだという[注釈 7]。日が落ち、暗くなってから行列は松明に照らされながらエレウシスに到着する。
- 20日 - 21日（第6-7日「テレタイ」）、入信者たちは昼間のうちに休息するとともに、断食に入る。断食は、コレーが誘拐されたおりのデーメーテールを記念するものだった。断食が終了すると、麦、水、ミントを含んだキュケオンと呼ばれる飲料が提供された（キュケオンの効能については後述）。祭儀堂テレステリオンにおいて本格的な儀礼が開始される。テレステリオン内にはアナクトロン（宮殿）と呼ばれる聖具の保管所があり、祭司長のみが入ることができた。

ミュロナスによると、密儀の核心部分は「ドロメナ（演じられたこと）」、「レゴメナ（語られたこと）」、「デイクニュメナ（明かされたこと）」の3つの要素からなっていた。ドロメナは神聖野外劇であり、デーメーテールとペルセポネーの物語が演じられた。終わりにプルート神殿の扉が開き、冥界からペルセポネーが現れてテレステリオンに向かい、入信者たちもそれに続いて中に入った。レゴメナについては短い典礼文であったと推測されている。デイクニュメナでは、アナクトロンが開いて、祭司長が聖具を示したと考えられている。聖具がどのようなものであったかは知られていない。
ブルケルトによると、密儀の核心部分は次の要素からなる。
1. 入信者たちは祭司長によって地下から呼び出されるコレーを見る。
2. 祭司長が神の誕生を告げる。「女神は聖なる御子をお産みになった。畏怖すべき女神が御子をお産みになった」[注釈 9]。
3. 静寂の中、祭司長が刈り取られた麦の穂を提示する。

21日に儀礼が終わると、パニキスと呼ばれる夜通しの饗宴となり、農耕発祥の地と言い伝えられていたラーロスの野で踊りが催された。
- 22日（第8日「プレーモコアイ」）、入信者たちは特別な器から献酒（英語版）を注いで死を敬った。
- 23日、すべての者たちは帰路についた[80]。

## キュケオンの作用に関する議論

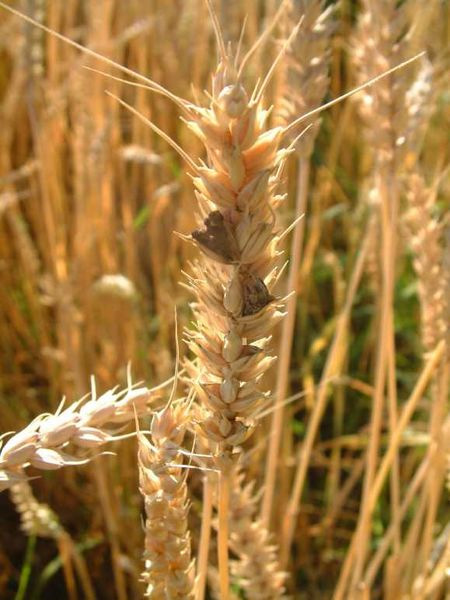
麦角菌の感染によって変色した小麦

『ホメーロス風讃歌』の「デーメーテール讃歌」第210行に、デーメーテールがケレオスの館で提供された赤ワインを拒否し、水と大麦、ペニーロイヤルミントから作られたキュケオンを受け入れるという場面がある。ギリシアをはじめとした古代には、魔術や宗教上の目的のために媚薬などの薬を用いることは比較的よく見られた。ケレーニイは、クレタ島でアヘンが生産されていたことは間違いなく、デーメーテール女神の信仰はクレタ島からエレウシスにケシの栽培をもたらしたかもしれないとして、ケシから採取されるオピオイドが密儀に用いられた可能性を指摘している。また、古代ローマの詩人オウィディウスによると、コレーがハーデースにさらわれたときに摘んでいたのはケシの花だったとする。
ロバート・ゴードン・ワッソン（1898年 - 1986年）、テレンス・マッケナ（1946年 - 2000年）、アルバート・ホフマン（1906年 - 2008年）ら民族菌類学の研究者たちは、エレウシスの秘儀で用いられる飲料キュケオンにはエンセオジェンもしくは幻覚剤としての効果があり、密儀の信仰の力はこれに由来していると主張している。ワッソンらによれば、キュケオンには大麦やライ麦などに寄生する菌類である麦角菌が含まれており、アルカロイドの一種であるエルゴタミンあるいはLSDの前駆物質となるエルゴメトリンを成分として含有する。先行する断食によって準備された入信者たちが速やかに感化を受けたことは、セットとセッティングの関係で説明される。これにより、キュケオンの向精神薬作用が深遠な霊的・知的効果をもたらし、啓示的な精神状態へと促進された可能性がある。紀元前415年に、アテナイの貴族アルキビアデスが私邸においてキュケオンを友人たちに振る舞い、エレウシスの秘儀への冒涜行為として非難された。このことは、キュケオンに幻覚剤的な作用があったことを間接的に示す証拠とされている。
これに対し、ブルケルトはこれらの主張には確たる証拠がなにもなく、麦角中毒の症状は不快で陶酔感をもたらすものではないこと、加えて薬物摂取のような個人的体験を千人規模の集団入信者に当てはめることはふさわしくないとして、否定的な見解を明らかにしている。また、J・ニグロ・サンソネーゼ（1946年 -）は1994年、エレウシスの秘儀は人間の神経系の深部感覚が呼吸制御によってトランス状態を誘発するという仮説を発表している。
現代において麦角菌が寄生した大麦を用いてキュケオンを調製する試みは、決定的とはならなかったものの、アレクサンダー・シュルギンとアン・シュルギンは、エルゴメトリンとリゼルグ酸アミド（エルジン）の双方にLSDに似た効果があることが知られていると述べている。マッケナは、他にも密儀に使われたかもしれないものとして、マジックマッシュルームやシビレタケの仲間、あるいはベニテングタケなどの候補を挙げている。
キュケオンの精神作用に関するもう一つの説は、クサヨシ属やアカシアなど地中海地域に見られる多くの野生植物に含まれるジメチルトリプタミン(DMT)である。DMTを経口摂取で作用させるためには、モノアミン酸化酵素阻害薬(MAOI)と組み合わせなければならないが、MAOIはこれも地中海全域で生育しているシリアン・ルーに含有されている。

## 後世への影響

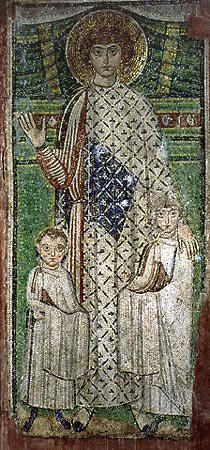
テサロニケの聖デメトリオスのモザイク壁画（7世紀）。アギオス・ディミトリオス聖堂 (テッサロニキ)。

### キリスト教
ドイツの歴史家ハンス・クロフトによると、エレウシスの秘儀は廃れたが、その信仰の要素はギリシャの片田舎で生き残った。デーメーテールの儀式と宗教的役割は、農民や羊飼いたちによって部分的にテサロニケの聖デメトリオスとして移され、聖デメトリオスは徐々に地方の農業の守護者として、異教の女神の「後継者」となった。
死と再生を記念する儀式としてのエレウシスの秘儀は、後のキリスト教的秘義を先取りするものとする指摘もなされている。例えば『ヨハネによる福音書』における「一粒の麦の譬え」にいう「一粒の麦は、地に落ちて死ななければ、一粒のままである。だが、死ねば多くの実を結ぶ。」との教えは、自然界のサイクルを背景にしたエレウシスの秘儀との共通点が見られる。また、マリア像における「麦穂のマリア」は、キリスト受胎の過程で救いの麦（生命のパン）を成育する「聖なる器」の暗示としてガウンに麦穂があしらわれており、地母神としてのデーメーテール崇拝が初期キリスト教に融合された結果、マリアの様相のひとつとして息づいている例とされる。

### エレウシスの秘儀を題材にした現代作品
- オクタヴィオ・バスケス（英語版）の交響曲「エレウシス」（2009年）：スペイン著者・出版社協会（英語版）及びRTVE交響楽団からの委嘱作品として作曲された。2015年に同オーケストラとエイドリアン・リーパーの指揮によって初演[92]。
- 現代ギリシャの詩人ディミトリス・リアコス（1966年 -）による『ポエナ・ダムニ』三部作の第2部『橋から来た人々（英語版）』（2014年）：集団救済（英語版）のテーマのもとに、エレウシスの秘儀と初期キリスト教の伝統の要素を結合させている。また、地下の死者の住まいから生者の世界への定期的な帰還を暗示するものとして、ザクロが象徴的に用いられている[93]。
- 咲間貴裕の『吹奏楽のためのエレウシスの祭儀』：第10回全日本吹奏楽連盟作曲コンクール第1位作品として2018年は日本全国の吹奏楽団によって演奏される。